# Giovanni Battista Pergolesi

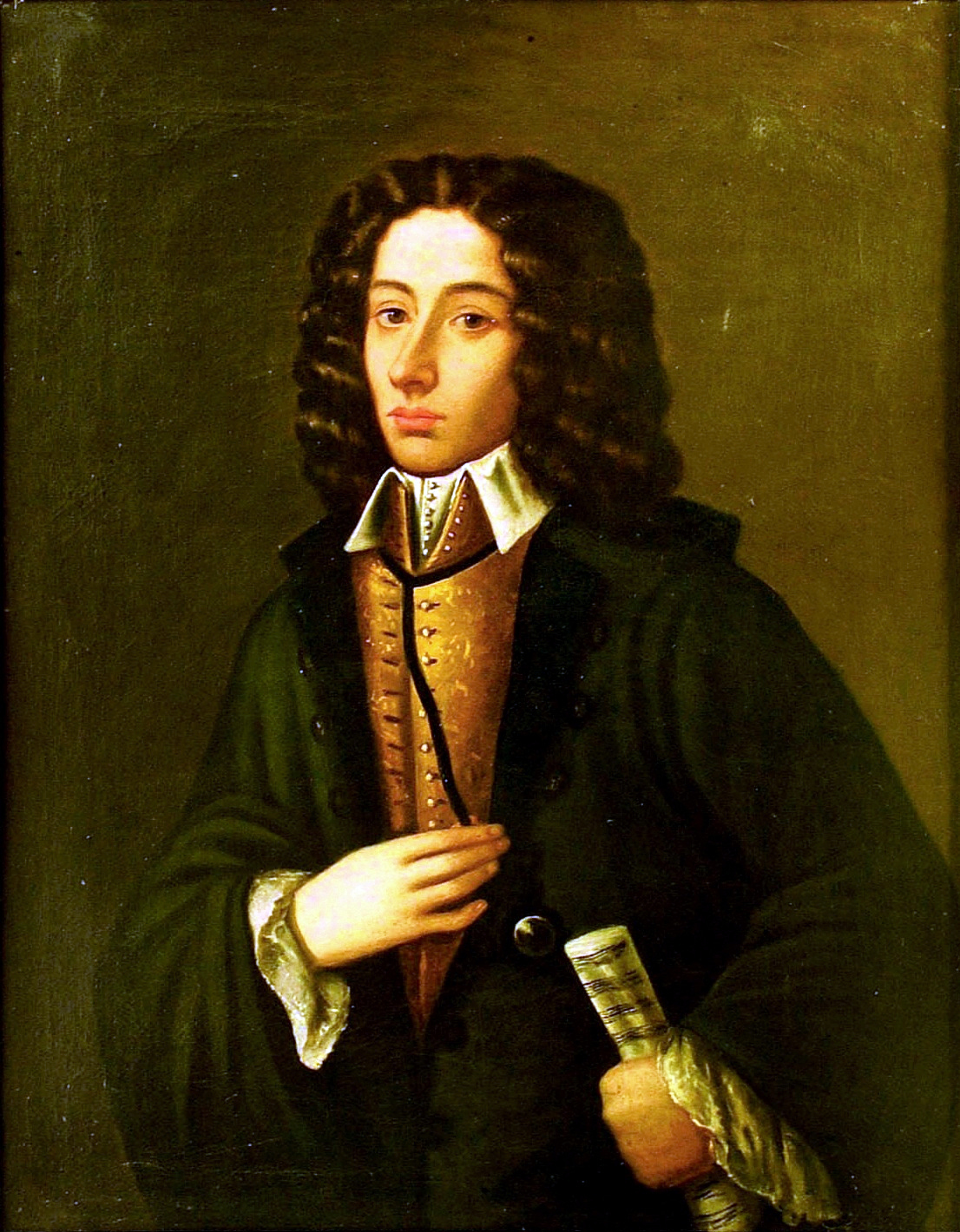
Presunto retrato de Pergolesi
(óleo sobre lienzo atribuido a veces a Domenico Antonio Vaccaro - Museo Histórico Musicale del Conservatorio di San Pietro in Majella de Nápoles).

Giovanni Battista Draghi, llamado Pergolesi o también, en la época, Pergolese (Iesi, Estados Pontificios, 4 de enero de 1710-Pozzuoli, Reino de Nápoles, 16 de marzo de 1736), fue un compositor, violinista y organista italiano del período Barroco. Su obra influyó profundamente en la escuela napolitana, y sirvió como prototipo por antonomasia de la ópera italiana. Confrontó el gusto estético derivado de la tradición de la ópera seria francesa con el de los partidarios de la nueva ópera bufa italiana.
Compositor de talento precoz, a pesar de su corta vida y pocos años de actividad, consiguió crear obras de alto valor artístico y trascendencia histórica, entre las que recordamos, entre otras, La serva padrona, punto de referencia fundamental para el desarrollo y difusión de la ópera buffa en Europa, L'Olimpiade, considerada una de las obras maestras de la ópera seria de la primera mitad del siglo XVIII, y el Stabat Mater, entre las composiciones de música sacra más importantes de todos los tiempos .

## Biografía

### Infancia en las Marchas y traslado a Nápoles
Giovanni Battista Draghi (o Drago) nació en Jesi en la provincia de Ancona en 1710, el tercer hijo de Francesco Andrea y Anna Vittoria Giorgi. Su abuelo, Cruciano Draghi, era zapatero, hijo del maestro Francesco de Pergola (PU). Cruciano en 1663 se casó con una mujer local en Jesi; en esa ciudad la familia por lo tanto se convirtió en conocido como los Pergolesi, aunque el hermano y la hermana mayores del compositor fueron inscritos en el registro bautismal con el nombre Draghi. En los documentos del Conservatorio donde estudió, se incluye a Giovanni Battista bajo el nombre de 'Jesi', aunque el niño se refería a sí mismo como 'Pergolesi'; la documentación contemporánea también utilizó la forma 'Pergolese'.
El cargo de su padre, administrador de los bienes de la Cofradía del Buen Jesús, permitió a Giovanni Battista tener una juventud relativamente acomodada y una buena formación musical inicial.
Sin embargo, el niño perdió pronto a sus padres: en 1727 a su madre y el 27 de mayo de 1732 a su padre, Francesco. Dos de los hermanos y una hermana del compositor también murieron en la infancia; El propio Juan Bautista parece haber estado enfermo desde que era un niño, por lo que quizás ya fue confirmado el 27 de mayo de 1711.
Realizó sus primeros estudios de órgano y violín en su ciudad natal, durante los cuales mostró un talento notable. A los quince años, gracias al patrocinio del marqués Cardolo Maria Pianetti, fue admitido en el famoso Conservatorio dei Poveri di Gesù Cristo en Nápoles, donde pudo estudiar composición con algunos de los autores más famosos de la escuela musical napolitana, como Francesco Durante, Leonardo Vinci y Gaetano Greco.
Nápoles en la primera mitad del siglo XVIII fue sin duda una de las ciudades más animadas desde el punto de vista musical: artistas como Alessandro Scarlatti, Nicola Porpora o Leonardo Leo había propuesto con éxito el estilo musical napolitano en las cortes de toda Europa y no es de extrañar que en 1739 el escritor y político francés Charles de Brosses refiriéndose a la ciudad napolitana, la definiera como la capital del mundo de la música.
Gracias a su talento, Pergolesi no tuvo que pagar las tasas del conservatorio, ya que obtenía ingresos para el instituto gracias a los conciertos que realizaba, primero como niño de coro, luego como violinista y capoparanza de uno de los grupos orquestales del conservatorio (título que podría asociarse con el actual primer violín ), nombrado en 1729.
Se graduó en 1731 a la edad de veintiún años, componiendo, como ensayo final, el drama sacro Las maravillas de la gracia divina en la conversión y muerte de San Guillermo, Duque de Aquitania; en el último año de sus estudios ya había compuesto otra valiosa obra, el oratorio El fénix en la hoguera, o la muerte de San José, y, gracias a la fama ganada (y al apoyo recibido), consiguió de inmediato obtener el encargo para la composición de una ópera seria en el mayor de los teatros napolitanos de la época, el San Bartolomeo. La ópera que escribió, La Salustia, sin embargo encontró considerables problemas debido a la repentina muerte del protagonista, el castrato Nicolò Grimaldi, y sólo pudo subir al escenario a mediados del mes de enero de 1732, sin embargo sin cosechar mucho éxito. Sin embargo, Pergolesi fue inmediatamente contratado por uno de sus mecenas, el príncipe de Stigliano Ferdinando Colonna, con la tarea de maestro di cappella, cargo que posteriormente pasará a otro de los parientes del príncipe, el duque de Maddaloni Domenico Marzio VIII Carafa.

### La SalustiayLo frate 'nnamorato(1732)
Gracias al excelente éxito de su Oratorio La conversión y muerte de San Guglielmo, en el período comprendido entre 1731 y 1732 Pergolesi pudo montar su primera ópera: el drama para música La Salustia, sobre libreto de anónimo, tomado de Apostolo Zeno. Encargada por el Teatro San Bartolomeo de Nápoles, tuvo su primera representación en enero de 1732.
Desde el punto de vista musical fue una obra decididamente conservadora, seguramente por las presiones del actor principal, Nicolò Grimaldi, conocido como Nicolino, un cantante de talento, pero ya mayor y atado a las convenciones de la "vieja escuela" de autores como Georg Friedrich Handel. La muerte de Nicolino pocas semanas después del estreno y su reemplazo por el mucho más joven Gioacchino Conti creó serios problemas en la puesta en escena y obligó, entre otras cosas, a reescribir la sinfonía de apertura tres veces y reajustar algunas arias. Estas vicisitudes ayudan a comprender la sensación de incompletud e inmadurez de la obra ya justificar el único éxito parcial que obtuvo en su puesta en escena.
Un resultado completamente diferente fue Lo frate ‘nnamorato, una comedia musical en italiano y napolitano con libreto de Gennaro Antonio Federico, creado por el Teatro dei Fiorentini en septiembre de 1732, revivido excepcionalmente, con algunas modificaciones del mismo autor, ya dos años después para las celebraciones del carnaval. La comedia, muy aplaudida, fue un éxito extraordinario y fue sin duda la composición más exitosa en vida de Pergolesi.
El 27 de octubre de 1732 Pergolesi obtuvo el puesto de organista supernumerario en la Capilla Real. Particularmente interesante es el informe sobre su contratación, conservado por el Archivo de Estado de Nápoles, en el que se hace referencia a la enorme expectativas que acompañaron su carrera, al gran éxito de la obra Lo frate 'nnamorato y sobre todo a la necesidad que tiene la Capilla Real de temas que compongan por encima del gusto moderno.

### Il prigionier superboyLa serva padrona(1733)
Los dramáticos maremotos que azotaron la ciudad de Nápoles a finales de 1732 provocaron la suspensión de las celebraciones del carnaval en la ciudad napolitana para 1733 y la temporada teatral, que en ese momento contaba con las producciones más ricas, fue cancelada por deferencia al duelo. Precisamente por este trágico desastre, se encargó la Misa en re mayor, para diez voces y dos coros.
Para poner en escena su nueva obra teatral, Pergolesi tuvo que esperar hasta el final del verano, en particular hasta el 28 de agosto de 1733, con motivo del cumpleaños de la emperatriz Isabel Cristina de Brunswick-Bevern, aunque por razones desconocidas el estreno se pospuso hasta el 5 de septiembre. Se trata de Il prigionier superbo, un drama para música en tres actos, con libreto derivado de una reelaboración (quizás de Gennaro Antonio Federico) de La fede tradita e vendicata de Francesco Silvani, cuya música había estado lista durante casi un año. A pesar de la mediocridad de la compañía, el éxito fue excelente, tanto que los empresarios se vieron obligados a prolongar las funciones, inicialmente previstas solo para el mes de septiembre, hasta finales de octubre.
Sin embargo, la fama de estas representaciones no está tanto ligada a la obra principal, como a la composición que se interpretaba en los intervalos: en realidad se trataba de la famosa La serva padrona, una breve intermezzo buffo en dos actos. Esta composición, de carácter alegre y desenfadado y no exenta de malicia, representa situaciones y personajes caricaturescos pero realistas, cercanos a los de la tradicional commedia dell'arte. Desde un punto de vista compositivo, representa uno de los primeros ejemplos de la evolución natural del lenguaje musical barroco anterior. Su música, aparentemente espontánea y fresca, refleja la sociedad napolitana, teñida de un estilo popular, en la que se alternan motivos españoles y escenas cómicas, sentimentales y heroicas. Precisamente el gran éxito de la representación de este intermezzo en París en el renacimiento de 1752 desencadenó una disputa, conocida como la Querella de los bufones, entre los partidarios de la ópera tradicional francesa, encarnada por el estilo de Jean-Baptiste Lully y Jean-Philippe Rameau, y los partidarios de la nueva opera buffa italiana, incluidos algunos enciclopedistas (enciclopedia) (en particular, Jean Jacques Rousseau , también compositor). La disputa dividió a la comunidad musical francesa y la propia corte (con la reina que se puso del lado de los "italianos"), durante dos años, y condujo a una rápida evolución del gusto musical de transalpino país hacia modelos menos esquemáticos y más modernos.

### Adriano in Siriay la recuperaciòn diLo frate 'nnamorato(1734)
Tras el éxito del año anterior, en 1734 Pergolesi puso en escena Adriano in Siria, un drama musical en tres actos con libreto de Pietro Metastasio, encargado para las celebraciones del cumpleaños de la reina Isabel Farnese y se instalaron en el Teatro San Bartolomeo con Gaetano Majorano.
Esta obra se combinó con el otro célebre intermezzo buffo, Livietta e Tracollo, también destinado a superar en fama a la ópera principal en la que se insertaba, aunque sin alcanzar la popularidad universal de la anterior La serva padrona.
Mientras tanto, el 23 de febrero había sido nombrado maestro suplente di Cappella por la «Fedelissima Città di Napoli», cargo de prestigio que le permitía aspirar a la sucesión del titular, anciano y estimado Domenico Sarro. Especialmente en este año, la reposición de la ópera Lo frate 'nammorato incluso superó en éxito a la puesta en escena original, convirtiéndose en la atracción principal del carnaval napolitano y permitiendo al autor expandir su popularidad más allá de los límites de la ciudad de Nápoles.

### Pergolesi en Roma:L'OlimpiadeeIl Flaminio(1735)

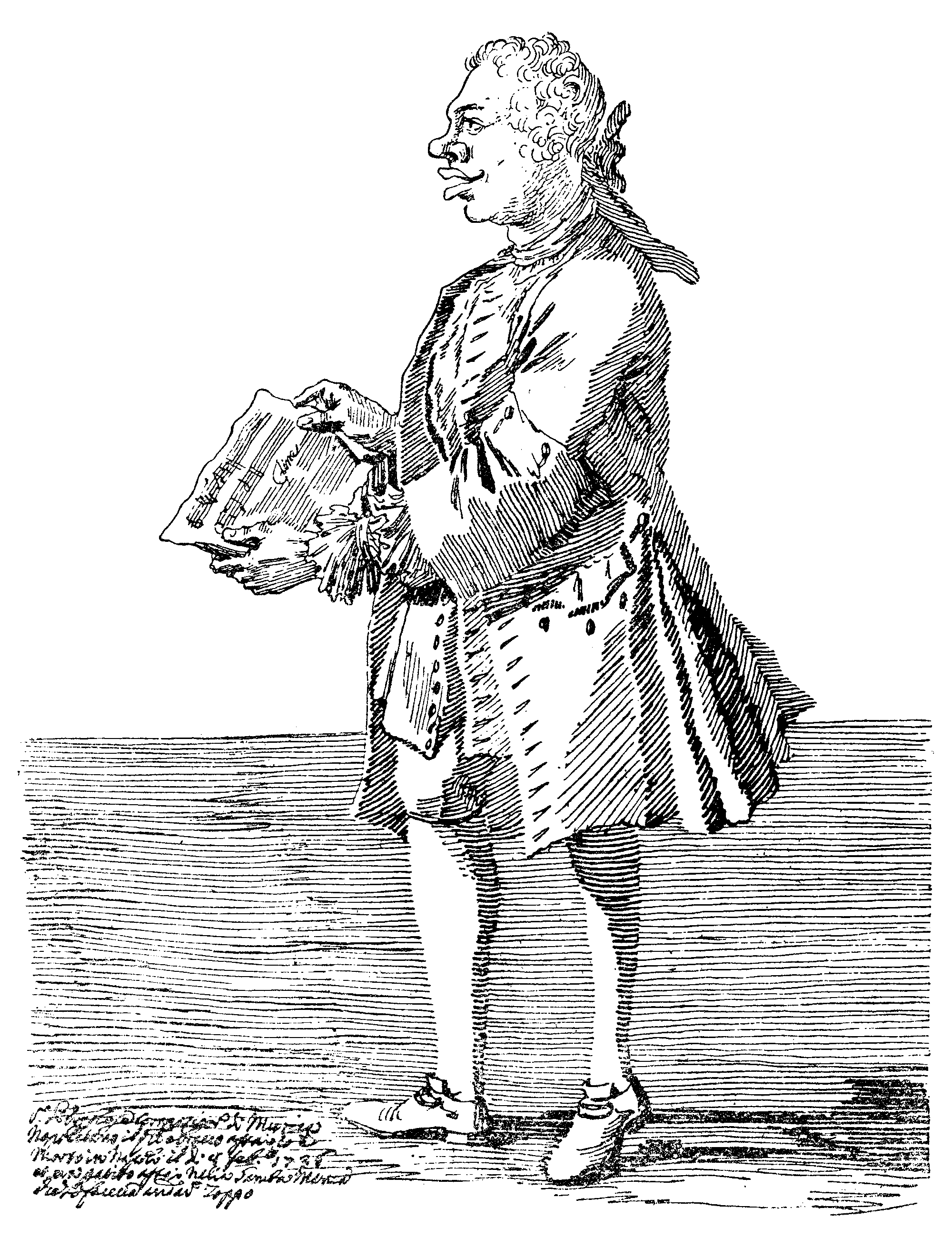
“El señor Pergolese, compositor de música napolitano, que es muy bueno y murió en Nápoles el 7 de febrero de 1736, y había sufrido mucho de la pierna izquierda que le hizo andar cojeando”
(Caricatura de Pier Leone Ghezzi - Biblioteca Vaticana)

El 10 de mayo de 1734 Carlos de Borbón había conquistado la ciudad de Nápoles y gran parte de la aristocracia de los Habsburgo que había brindado apoyo y apoyo a la carrera de Pergolesi había encontrado refugio en Roma, a la espera de la evolución de la situación. Por invitación y con el apoyo de sus mecenas los duques de Maddaloni y la familia Colonna, en enero de 1735 Pergolesi hizo su debut en Roma, en el Teatro di Tordinona, con L'Olimpiade, drama en tres actos sobre un cuento de Metastasio.
Debido a las precarias condiciones económicas de los empresarios, la obra se escenificó de una manera que no se adecuaba al valor musical, lo que obligó, por ejemplo, a renunciar a las partes del coro y recurrir a cantantes de seguendo planta. Sin embargo, a pesar del fracaso parcial inicial, la música es probablemente una de las más inspiradas jamás escritas por Pergolesi y no debería sorprender que haya sido considerada por varios críticos (incluido el escritor Stendhal) la entonación musical más lograda del libreto de Metastasio. Su Misa en Fa para seis voces y coro, conocida como Missa Romana, tuvo su primera representación el 16 de mayo de 1734 en la iglesia romana de San Lorenzo in Lucina. Sigue siendo una de sus composiciones de música sacra más conocidas y más interpretadas.
La desorganización del mundo teatral romano y el empeoramiento de los problemas de salud indujeron a Pergolesi a regresar a Nápoles, donde en otoño representó en el Teatro Nuovo Il Flaminio, una comedia musical en folleto del fideicomiso Gennaro Antonio Federico. Fue una obra madura e interesante desde diferentes puntos de vista, como el uso de diferentes registros musicales (con el uso de rasgos estilísticos de la tradición folclórica napolitana) según la clase social del personaje, la elección de escribir las partes en dialecto del libreto destinado a los personajes más "plebeyos" o la característica de combinar musicalmente momentos más ligeros e incluso cómicos con arias serias.
La ópera fue un gran éxito y Pergolesi recibió el encargo de una serenata para la boda del Príncipe Raimondo di San Severo con Carlotta Gaetani de L'Aquila di Aragona. Esta serenata debía estar terminada para el día de la boda, fijada para el 1 de diciembre de 1735 en Torremaggiore, sin embargo, el empeoramiento de las condiciones de salud obligó al músico a interrumpir la composición y poner música solo a una parte. La música se ha perdido y esto se puede deducir del descubrimiento del libreto. El avance inexorable de la tuberculosis sobre su cuerpo le obligó a despedirse de su tía Cecilia Giorgi, que se había trasladado a Nápoles para ayudarle y a retirarse a Pozzuoli, donde se creía que había un clima más saludable. y podía contar con asilo y asistencia médica del convento de capuchinos local.

### ElStabat Matery la muerte (1736)
A lo largo de su corta vida, paralela a su actividad operística, Pergolesi fue un prolífico autor de música sacra, pero solo en sus últimos meses de vida compuso el que se considera su legado más importante en este ámbito: estos son la Salve Regina de 1736 y la contemporánea Stabat Mater para orquesta de cuerdas, soprano y alto, que según la tradición se completó el día de su muerte.
Si esta anécdota es plausible o si se trata de un bordado romántico más que floreció en torno a la figura de Pergolesi, es de importancia secundaria. Por otro lado, como se puede ver en el estudio del autógrafo, es cierta una gran prisa por escribir, confirmada por numerosos errores, partes de violas faltantes o solo incompletas, y más generalmente cierto desorden típico de los que tienen poco tiempo por delante. Tanto es así que al pie de la última página de la partitura escribió «Finis Laus Deo» de su puño y letra, como para mostrar su alivio por haber tenido «el tiempo necesario para terminar la obra».
Cabe señalar que esta composición fue encargada por los Caballeros de la Virgen de los Dolores de la Cofradía de San Luigi al Palazzo para reemplazar el Stabat Mater de Alessandro Scarlatti, que tradicionalmente se interpretaba en el período prestado: la sustitución de una composición del famoso Alessandro Scarlatti, fechada en 1724, es indicativo de la rápida evolución del gusto musical en el Nápoles del siglo XVIII y de cómo las composiciones unos años más antiguas se consideraban arcaicas en comparación con el estilo propuesto por músicos como Pergolesi.
La parábola artística de Pergolesi, aquejado desde niño por graves problemas de salud —se cree que padecía espina bífida o poliomielitis, como se muestra en la caricatura de Ghezzi que lo representa con la pierna izquierda más corta y más delgada que la derecha—, se completó en solo cinco años. Murió de tuberculosis a la edad de sólo 26 años, en 1736, en el convento de los Capuchinos de Pozzuoli. Fue enterrado en la fosa común de la Catedral de Pozzuoli.
Su actividad en la música instrumental es escasa y de dudosa atribución: la colección I Concerti Armonici ha resultado ser definitivamente obra del compositor aficionado flamenco Unico Wilhelm van Wassenaer ya que, en 1979-80, los autógrafos originales se remontan al Twickel Castle, en los Países Bajos.

## Obras

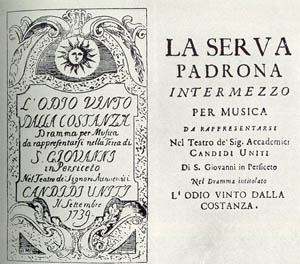
Primer programa de La serva padrona.

Pergolesi fue uno de los más importantes compositores de la opera buffa (ópera cómica) temprana. Su ópera seria Il prigioner superbo incluye un segundo acto cómico (intermezzo), La serva padrona (La criada patrona) (1733), que se ha convertido en una pieza muy popular por derecho propio.
Entre otras obras operísticas se encuentran La conversión y muerte de San Guillermo (1731), El hermano enamorado (1732), Adriano en Siria (1734), L'Olimpiade (1735) y Il Flaminio (1735) , todas ellas estrenadas en Nápoles, salvo L'Olimpiade que lo fue en Roma.
Pergolesi también escribió música sacra, incluyendo una Misa en Fa. Su obra de este estilo más conocida es, sin duda, su Stabat Mater, para soprano, contralto y orquesta. Fue elegida como reemplazo de la escrita por Alessandro Scarlatti para las representaciones del Viernes de Dolores, en Nápoles. La obra sigue siendo popular, convirtiéndose en la más editada e impresa del siglo XVIII, y arreglada o adaptada por un gran número de otros compositores, incluyendo a Johann Sebastian Bach, que la usó como base de su salmo Tilge, Höchster, meine Sünden, BWV 1083.
También compuso muchas obras seculares, incluyendo una sonata y un concierto para violín.
Un considerable número de obras atribuidas a Pergolesi han demostrado ser falsas; aparentemente, otros autores menos conocidos de la Escuela Napolitana publicaban con mención de su nombre, por motivos meramente especulativos o publicitarios. La mayoría de las piezas del ballet Pulcinella de Ígor Stravinski, quien ostensiblemente reescribió temas atribuidos a Pergolesi, se sabe hoy en día que corresponden a obras de otro origen. Los Conciertos armónicos fueron, por ejemplo, compuestos por Unico Wilhem van Wassenaer.

## Catálogo de obras
Buena parte del listado proviene del Catálogo Caffarelli de 1941.

### Publicadas en vida[citarequerida]
- 1729, O salutaris hostia[cita requerida] himno para tenor y continuo
- 1731, Li prodigi della divina grazia nella conversione e morte di S. Guglielmo Duca d'Aquitania, dramma sacro[e]
- 1731 Questo è il piano, cantata per contralto
- 1732, La Salustia, opera[e]
  - Abbinata all'intermezzo Nerina e Nibbio (música perdida)
- 1732, Messa in Re (Kyrie e Gloria)[e]
- 1732, Domine ad adjuvandum me, mottetto a cinque voci per coro e archi[e]
- 1732, Dixit Dominus, salmo per soprano, due cori e orchestra[e]
- 1732, Confitebor tibi Domine, salmo per soprano, contralto, coro e archi
- 1732, Lo Frate 'nnamorato, opera buffa in lingua napoletana[e]
- 1733, Il prigionier superbo, opera[e]
  - Abbinata all'intermezzo La serva padrona[e]
- 1734, Messa in Fa (Kyrie e Gloria), nota anche come Missa romana[e]
- 1734, Adriano in Siria, opera[e]
  - Abbinata all'intermezzo Livietta e Tracollo, nota anche come La contadina astuta o La finta polacca[e]
- 1735, Il tempo felice, preludio musicale[e]
- 1735, Il Flaminio, opera buffa in lingua napoletana[e]
- 1735, L'Olimpiade, opera.[e]

### Póstumas
- Concerto per violino in Si bemolle
- Dalsigre, ahí mia Dalsigre, cantata per soprano e archi[e]
- In coelestibus regnis, antifona per contralto, archi e basso continuo[e]
- Laetatus sum, salmo per soprano e orchestra[e]
- Laudate pueri Dominum, salmo per soprano, coro e orchestra[e]
- Luce degli occhi miei, cantata per soprano e archi
- Salve Regina in Do minore, mottetto per soprano, archi e basso continuo[e]
- Segreto tormento altrimenti noto come Chi non ode e chi non vede, cantata per soprano[e]
- Sonata in La per clavicembalo[e]
- Stabat Mater per soprano, contralto, archi e basso continuo[e]
- Tu resterai mia cara, cantata per soprano, contralto e archi.[e]

### Atribución incierta
- 42 Solfeggi a due voci
- 64 Solfeggi a tre voci
- In hoc die quam decora, mottetto per soprano, contralto, tenore, due cori e orchestra
- Le luci vezzose del caro mio bene, aria, inédita
- La Fenice sul rogo ovvero La Morte di San Giuseppe, oratorio. Alcuni studiosi ritengono sia opera di Johann Adolf Hasse
- Nacqui agli affanni in seno, aria, inédita
- Miserere II in Do minore
- Orfeo altrimenti noto come Nel chiuso centro, cantata per soprano e archi. Talvolta attribuita anche a Benedetto Marcello
- Salve regina in Fa minore, mottetto per contralto, archi e basso continuo
- Sinfonia (sonata) in Fa per violoncello e basso continuo
- Sonata in Do per clavicembalo
- Un caro e dolce sguardo, aria, inédita.